# Stuck

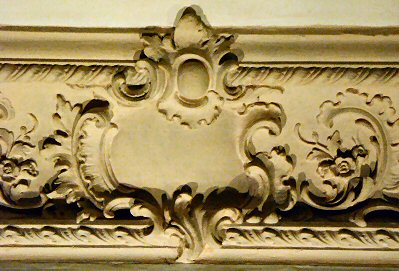
Deckenstuck

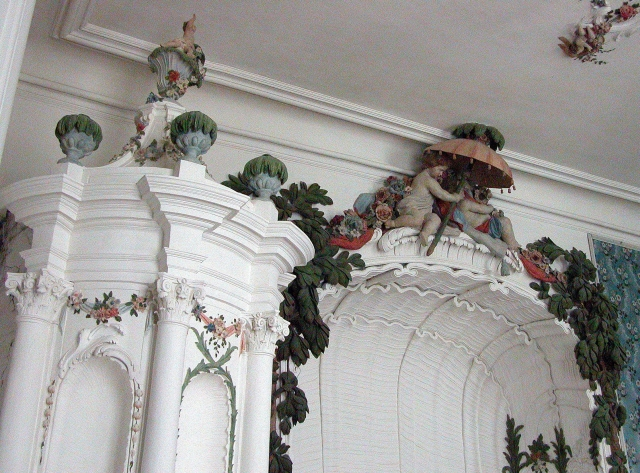
Stuckarbeiten in Schloss Rundāle

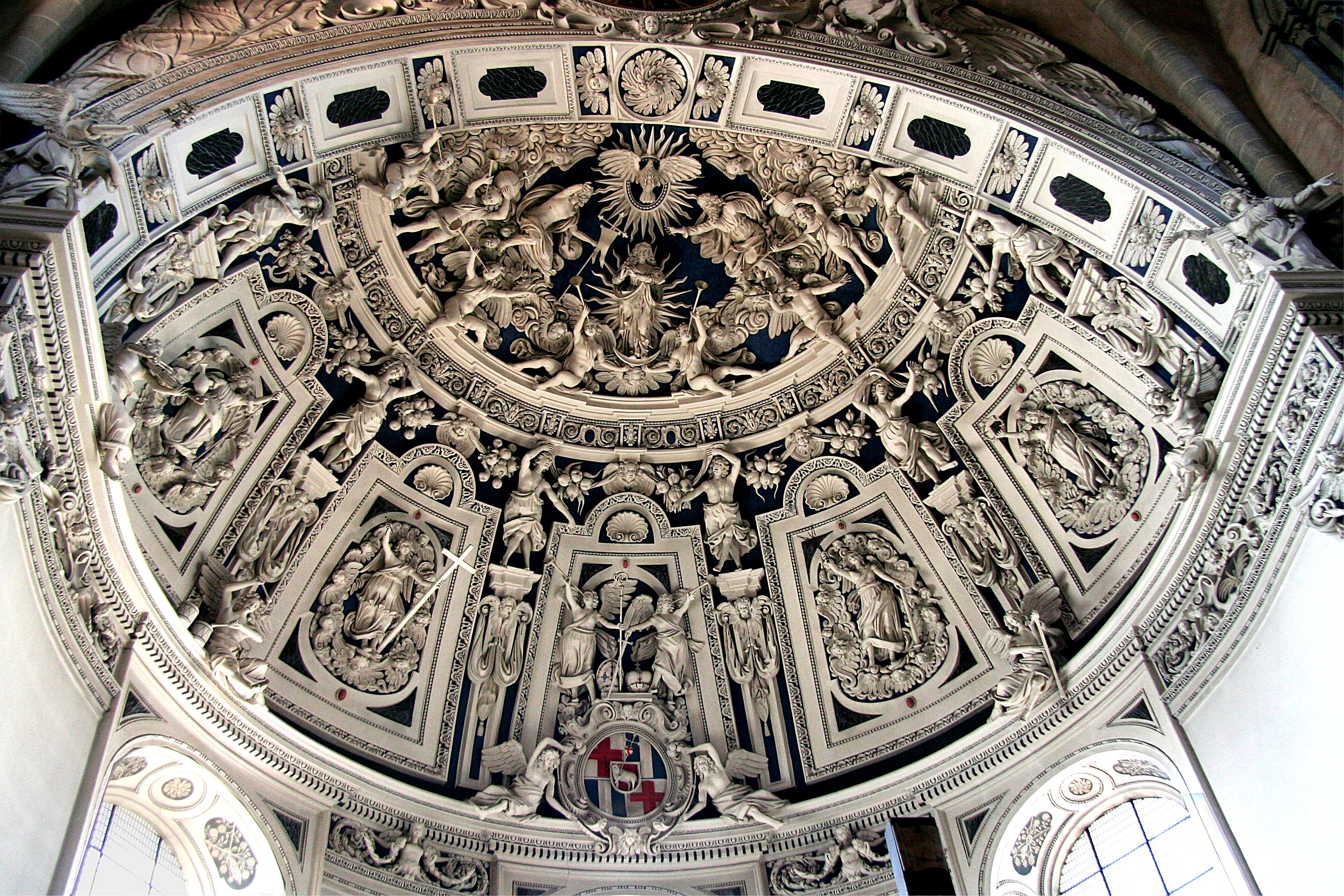
Stuckdecke über der Westapsis des Trierer Doms

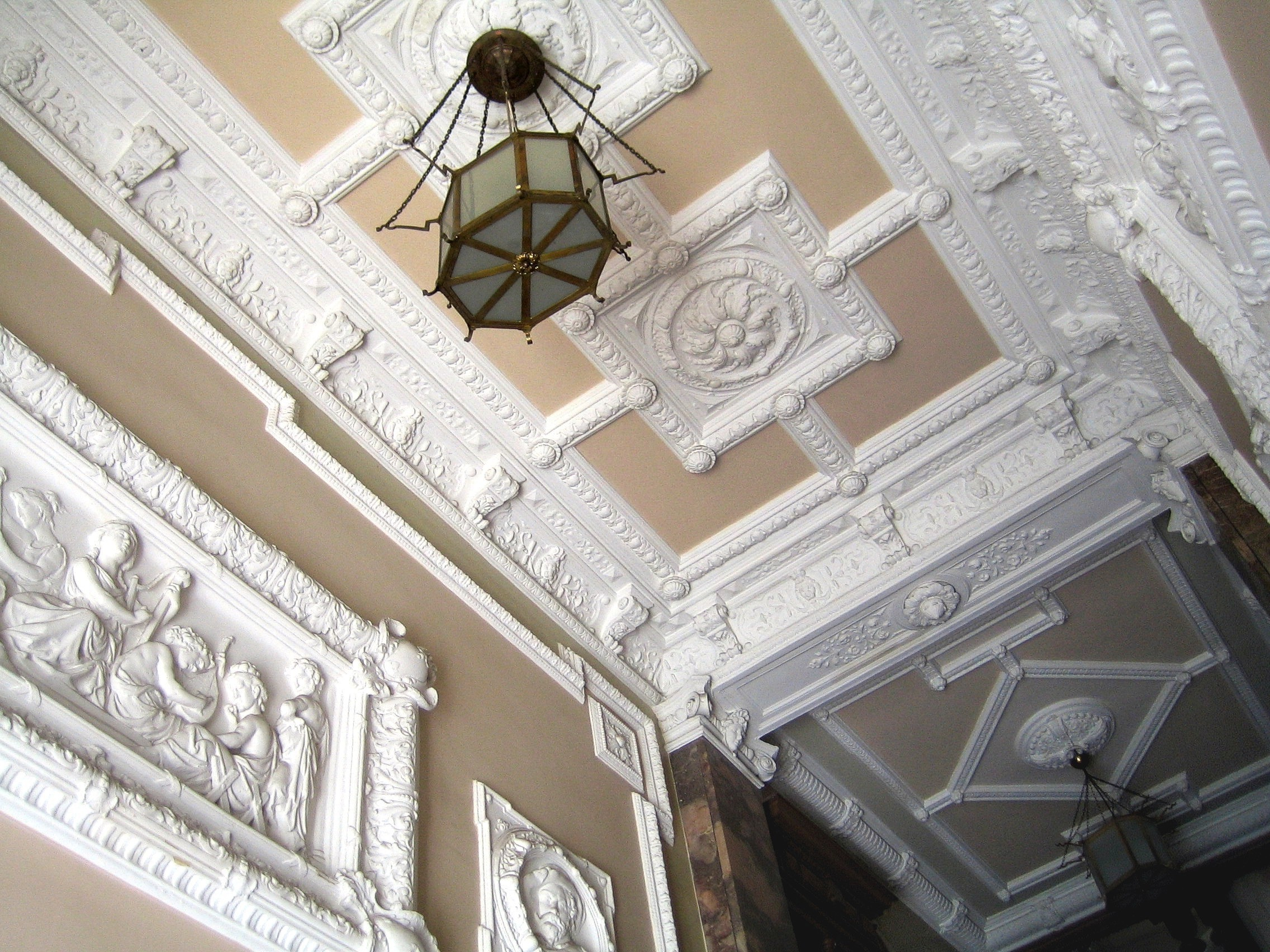
Stuck im Eingangsbereich eines Berliner Gründerzeit-Mietshauses

Als Stuck (von italienisch stucco, einem aus dem Langobardischen übernommenen Begriff für Mörtel bzw. Putz: "stuhhi") wird die plastische Ausformung von Mörteln aller Art, im Allgemeinen auf Wänden, Gewölben und Decken bezeichnet. Seit der Antike ist Stuck eine wichtige Technik zur Gestaltung von Innenräumen und Fassaden und reicht von einer einfachen Außengestaltung mit Gesimsen bis hin zu großflächigen, plastischen Wand- und Deckengestaltungen. Zu unterscheiden sind frei angetragene bzw. eigens modellierte und anschließend an Wand oder Decke montierte Stuckteile und mit Hilfe von Gussformen vorproduzierte, sich wiederholende Ornamentformen, die ebenfalls noch montiert werden müssen. Die Ausführung solcher Aufgaben obliegt dem hierauf spezialisierten Stuckateur. Seit Mitte des 20. Jahrhunderts werden industriell produzierte Stuckfertigteile angeboten. Stuck wird vor allem mit Gips hergestellt; seltener sind Kalk- und Lehmmörtel.

## Stuckmörtel
Stuckmörtel sind in mancherlei Hinsicht mit Putzmörteln vergleichbar. Je nach Anwendungsfall werden bestimmte Anforderungen gestellt:
- Grobzug-Stuckmörtel für voluminöse Profilierungen und Reliefs müssen auch in größeren Auftragsstärken rissfrei abbinden. Dies wird meist entweder durch einen hohen Gipsanteil oder durch grobkörnige Zuschläge erreicht.
- Die Verarbeitungszeit bis zum ersten Ansteifen (Topfzeit) sollte ausreichen, um eine größere Mörtelmenge verarbeiten zu können.
- Der frisch aufgetragene Mörtel sollte standfest genug sein, um auf aufwändige Rabitz- und andere Unterkonstruktionen verzichten zu können.
- Feinzug-Stuckmörtel für das abschließende Verschlichten der Vorform enthält nur feine Zuschläge. Spachtelähnliche Massen lassen sich auch auf bereits ausgetrocknete Untergründe auftragen. Sie enthalten Zusatzstoffe, die ein formstabiles feines Ausziehen ermöglichen und gegebenenfalls verhindern, dass der Untergrund den Feinzug aufbrennen lässt (ihm vorzeitig das Wasser entzieht).

Neben Zuschlagstoffen (ursprünglich vorwiegend Sand, heute auch Leichtzuschläge) und Wasser enthält traditioneller Stuckmörtel Bindemittel wie Sumpfkalk, Weißkalk und Gips, bei Stuckaturen an der Fassade auch Hydraulkalken und gegebenenfalls geringe Mengen Zement. Mörtel für Antragsstuckarbeiten enthält oft noch weitere Zusätze wie Glutinleim, um die Viskosität des Mörtels zu beeinflussen. Zusätze wie Kalk und Leim verzögern das Abbinden des Gipses.

## Gruppen der Stuckarbeiten
1. Putzarbeiten: Verkleidung von Innen- und Außenwandflächen, Decken, Gewölben mit Mörteln verschiedener Zusammensetzung. Der Verputz kann direkt auf das Mauerwerk oder den Putzgrund erfolgen, zumeist wird jedoch eine Grundierung in Form eines Spritzbewurfs auf einen Putzträger angebracht und dient dann für weitere Auftrags- oder Antragsarbeiten.
2. Zug- und Abdreharbeiten: Mittels spezieller Schablonen werden plastische Schmuckelemente wie z. B. Stäbe, Bänder, Profile oder Pilaster mehrfach vor- und schließlich scharf abgezogen. Das Abdrehen erfolgt ebenso. Abgedreht werden zum Beispiel Kugeln, Säulen oder Baluster.
3. Antragearbeiten: Antragsstuck – Ausarbeitung plastischer Stuckelemente an Ort und Stelle in die noch weiche Stuckmasse in einem meist raschen Arbeitsgang, was große Kunstfertigkeit erfordert (v. a. im Barock und Rokoko angewandt).

1. Kunstmarmorarbeiten (Marmorstuck, Scagliola, Stuckmarmor): Imitationen verschiedener Marmorarten. Der früher als Marmorier oder Marmorierer bezeichnete Beruf ist heute aus dem Spektrum der Stuckateurarbeiten weitgehend verschwunden, doch werden vor allem im Alpenraum noch vereinzelt diese Techniken beherrscht. Marmorierte Säulen und Altäre wurden in großer Zahl im Barock und Rokoko gefertigt.
2. Form-, Guss- und Versetzarbeiten: Herstellen von Negativformen aus Ton, Leim, Gips u. a. nach einem Modell. Die darin aus Gips, Hartgips oder Zement gegossenen Einzelteile werden mit Schrauben oder Dübeln an Wand- und Deckenflächen versetzt, etwa als Gesimse. Gipsfiguren wurden in großen Mengen für Devotionalien gefertigt. Heute werden vielfach mineralische oder Kunststoffschäume verwendet.
3. Gipsschnitt: Der Gipsschnitt ist eine eigentlich künstlerische Anwendung der Stucktechnik, die neben ornamentalen auch figürliche Ausarbeitungen ermöglicht. Sie wurde vielfach in den 1920er und 1930er Jahren (Jugendstil) angewandt. Der eigentliche Gipsschnitt erfolgt negativ: Die Form wird in vorgegossene Platten aus Modellgips eingeschnitten und dann versetzt. Eine andere, etwas schwierigere Ausführung ist die, dass von dieser Negativform ein zusätzlicher positiver, also erhabener Abguss gefertigt wurde. Bei unterschnittenen Formen ging das aber nur mit der Verlorenform.[3] Beim Reliefschnitt müssen die verbleibenden Flächen mitgeschnitten werden.
4. Malstuck – Stucco lustro: ein der Freskotechnik verwandte Maltechnik mit großer Farbleuchtkraft, die durch Glätten mit heißen Eisen Glanz erhält.

Sgraffito, eine Form der Putzdekoration, bei der Ornamente in die Putzoberfläche geritzt werden, gehört nicht zu den Stucktechniken.
Standards für das Putz- und Stuckhandwerk sind in der Vergabe- und Vertragsordnung für Bauleistungen, Teil C: Allgemeine Technische Vertragsbedingungen für Bauleistungen (VOB/C, ATV), DIN 18350 (Putz- und Stuckarbeiten) geregelt.

## Geschichte
In der Jungsteinzeit war Gips bereits bekannt, und damit die Verwendung des gewonnenen Materials zu plastischen Anwendungen als „Stuck“ vorgegeben. Bereits 7000 v. Chr. wurde in der kleinasiatischen Stadt Çatalhöyük Gips zur Innenraumgestaltung verwendet. Bei den Sumerern und Babyloniern findet man Hinweise für die Verwendung von Gips.
Ägypten

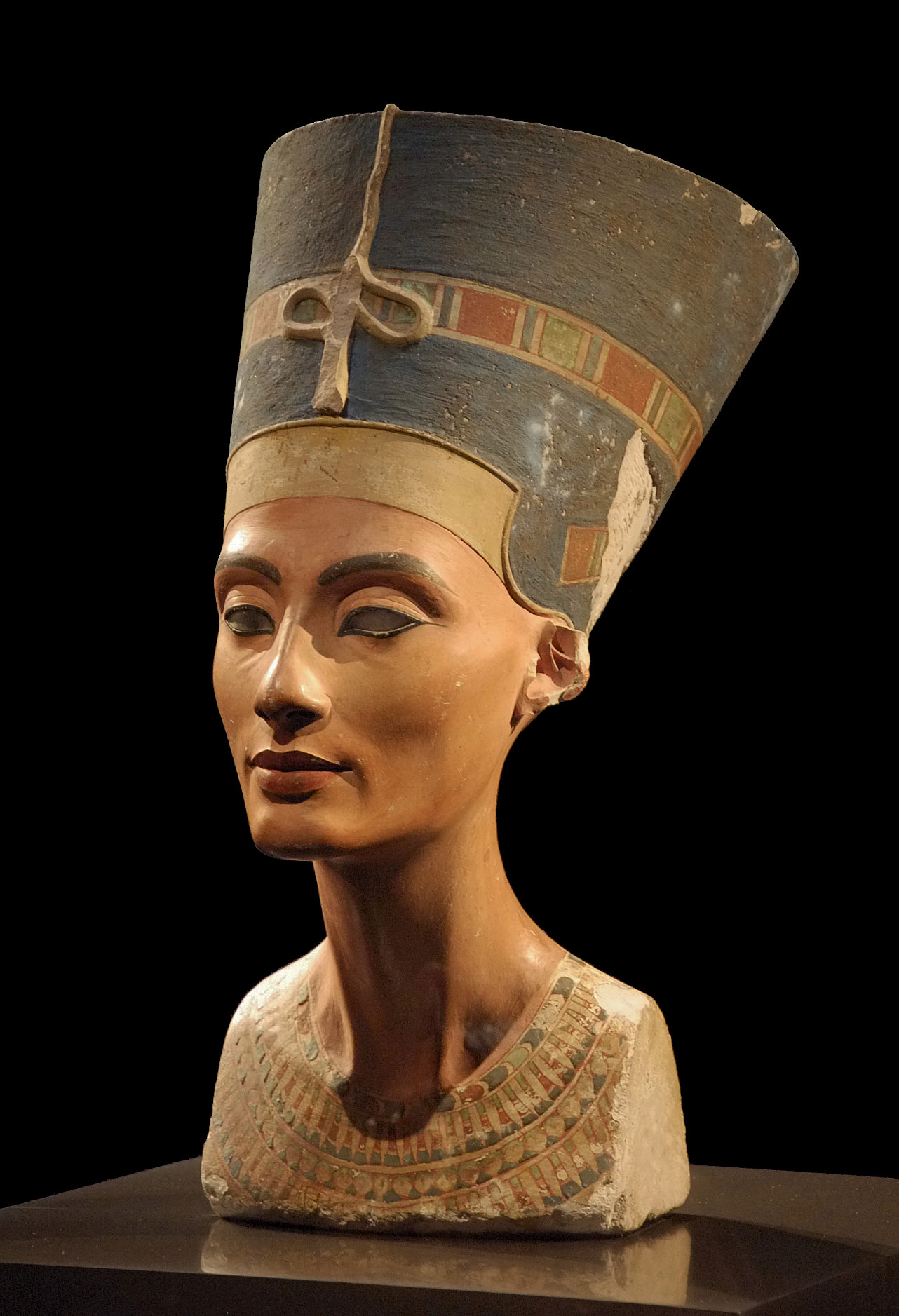
Büste der Nofretete im Ägyptischen Museum Berlin

Den Ägyptern war die Herstellung und Verwendung des Gips früh bekannt und er wurde vielfältig verwendet, berühmtes Beispiel ist die Büste der Nofretete. Ihr Antlitz erhält durch den mit natürlichen Pigmenten bemalten Stuck die faszinierende Ausstrahlung, die heute die Besucher der Museumsinsel begeistert. Zu Arbeiten an der Sphinx wurde kalkhaltiger Gipsmörtel verwendet.
Antike

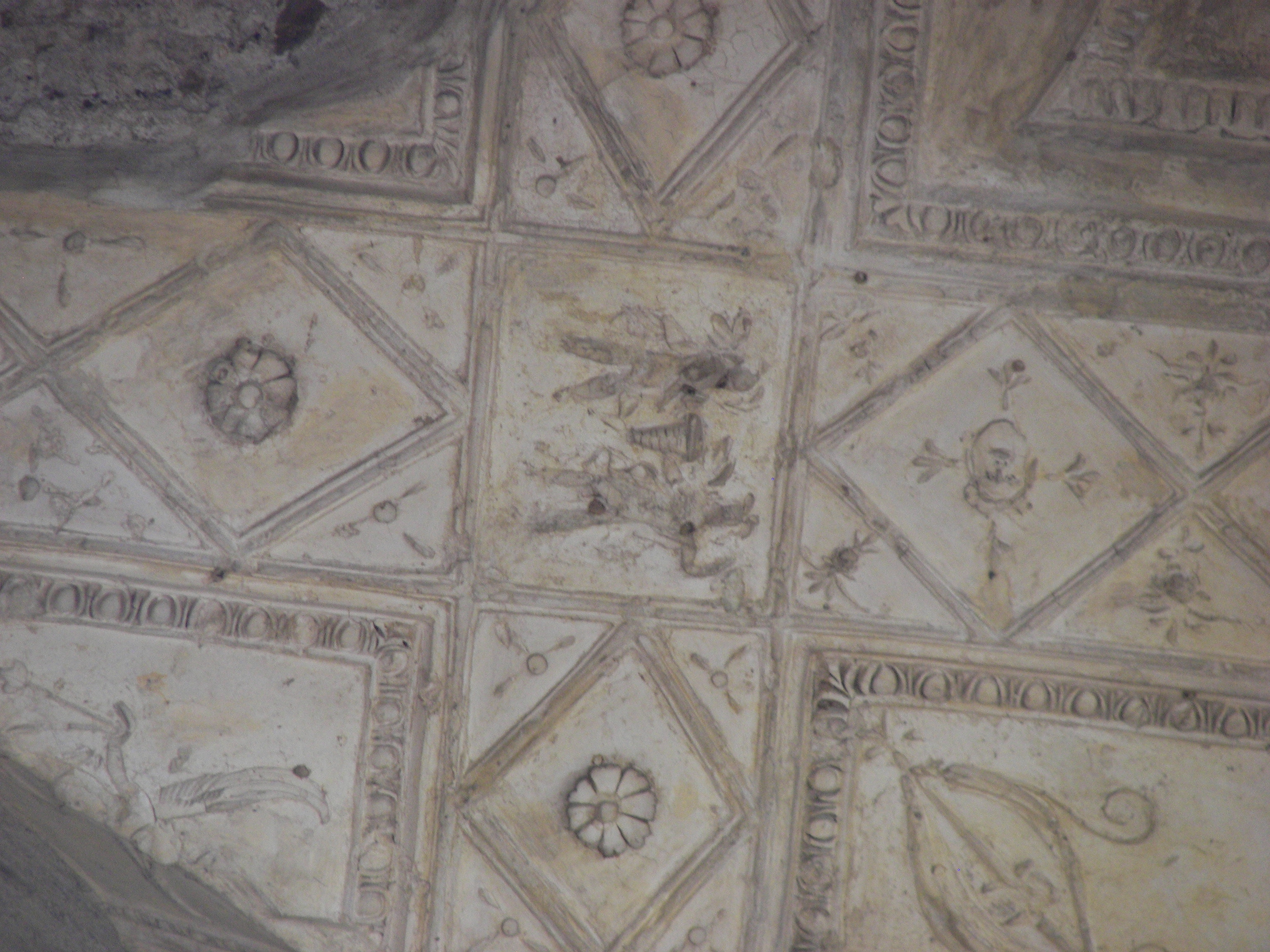
Römischer Deckenstuck in der Villa Adriana

Die minoische Kultur kannte Gipsmörtel und Alabaster anstelle von Marmor als Fußboden oder Wandbelag und als Baustein, so etwa im Palast von Knossos und Palast von Phaistos. Der Griechische Geschichtsschreiber Herodot berichtet darüber, dass die Äthiopier ihre Toten in Gips eingießen, Theophrastos von Eresos beschrieb in einer Abhandlung die Herstellung von Gips. Um 300 vor Christus hat Lysistratos bereits Gesichtsmasken abgenommen. In Griechenland wurde Gips für Ornamentik an den Häusern genutzt.

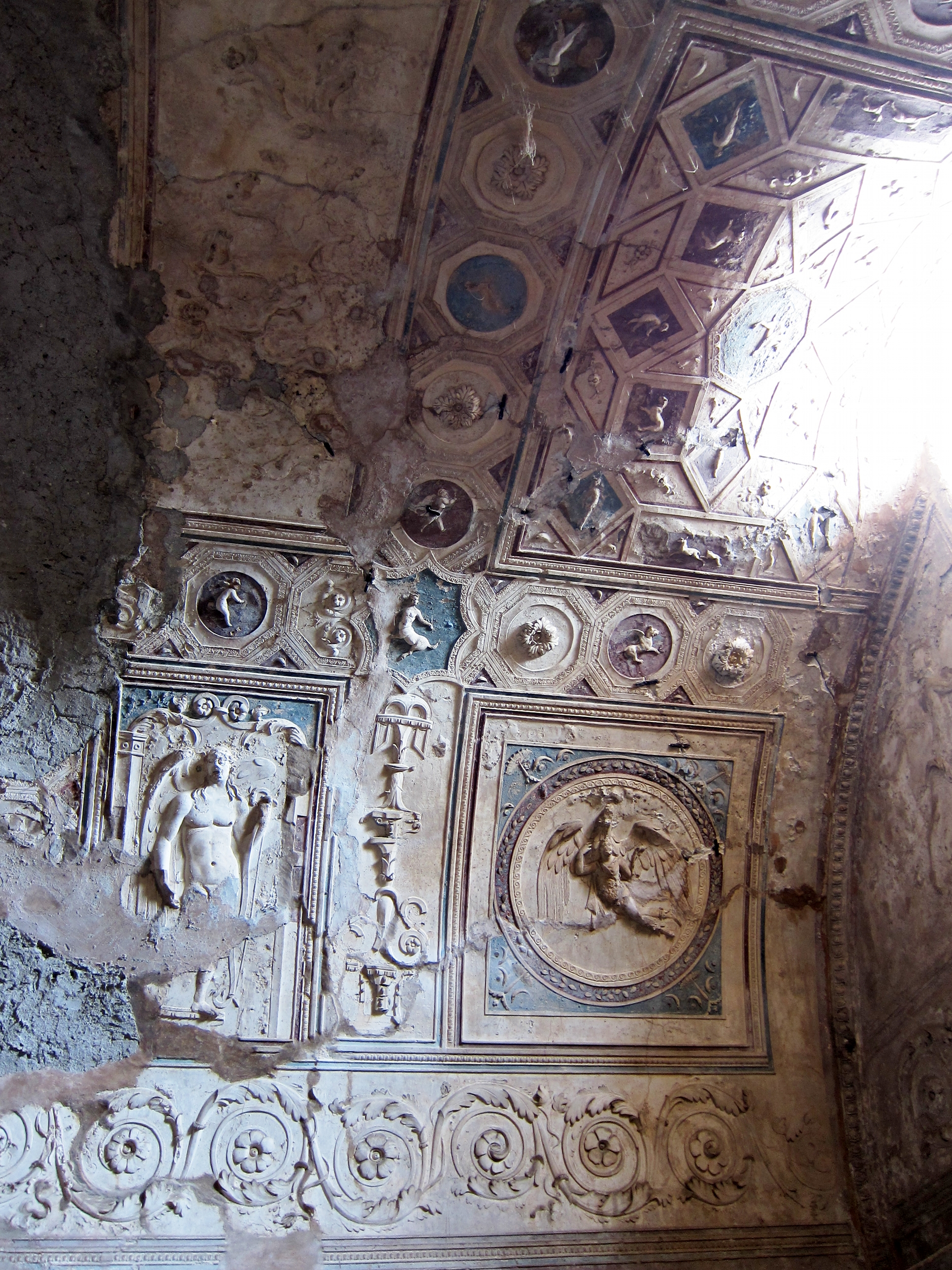
Stuck in den Thermen von Pompeji

Die Römer verwendeten Gips zur Gestaltung im Innenbereich. Auch zur Aufbewahrung von Früchten wurde eine dünne Gipsschicht verwendet, Gips (heute: Bentonit) diente damals bereits zur Weinbereitung. Juvenal berichtet von einer Gipsbüste, Vitruv in seinem »Werk über die Baukunst« und Plinius der Ältere in seiner »Naturalis historia« von Stuckdecken. Sie unterscheiden schon den Kalkstuck von dem Gipsstuck. Ausgrabungen, besonders in Pompeji bestätigten dies. In Imitation teurer Marmorsorten wurden die Wände mit farbigem Glanzstuck stucco lustro überzogen. Aufwendige Gesimse betonten vertikale Gliederung. Stuckdecken waren in öffentlichen Gebäuden und vornehmen Häusern üblich. Stuckdekorationen sind erhalten im Grab der Valerier, an der Via Latina bei Rom, 2. Jahrhundert n. Chr. an der gewölbten Decke im Tempel der Valerier, dem Grabmal der Valerier, sie wurden aufwendig restauriert. Prachtvolle Stuckarbeiten sind in Pompeji, dem heutigen Pompei, erhalten geblieben. Die Villa Adriana enthält originale Stuckarbeiten der Römer.
Mittelalter
Die Erfassung und Erforschung der Stuckplastik und Stuckdekorationen im Mittelalter ist ein noch vergleichsweise junges Thema der Kunstgeschichte. Seit den 1990er Jahren liegen Erkenntnisse über die Herstellungstechnik und die Polychromie von Stuck in mittelalterlichen Sakralbauten des Harzvorlandes vor. So haben sich hier, in den heutigen Bundesländern Niedersachsen und Sachsen-Anhalt, zahlreiche bedeutende mittelalterliche Kunstwerke aus Stuck erhalten, besonders aus dem 12. und 13. Jahrhundert. Zu nennen sind das Heilige Grab in der Stiftskirche in Gernrode, die Chorschranken von St. Michael in Hildesheim, der Liebfrauenkirche in Halberstadt sowie der Stiftskirche in Hamersleben, die Westempore der ehemaligen Klosterkirche in Kloster Gröningen (heute in Berlin, Staatliche Museen, Bode-Museum), das Tympanon der Hildesheimer Godehardikirche, das Giebelrelief der Domvorhalle in Goslar, der Apostelzyklus in der Gandersheimer Stiftskirche oder die 14 romanischen Stuckengel der ehemaligen Klosterkirche der Kleinstadt Hecklingen. Von großer Bedeutung sind auch die großen Stuckfußböden mit sehr individuellen Gestaltungen, wie z. B. im Hildesheimer Dom und der Helmstedter St.-Ludgeri-Kirche.
Renaissance
Eine Anleitung zum „Gipsgießen“ wurde im Jahr 1696 in Nürnberg gedruckt, doch bereits Scamozzi berichtet im Jahr 1615 in seinem Werk Architettura (Zehn Bücher über die Architektur) über das Herstellen einer Stuckmasse. In der italienischen Renaissance kam es zu einer Wiederbelebung. Wände und Decken von Kirchen und Palästen wurden nun mit großen Stucksystemen überzogen, oft in enger Verbindung mit Wand- und Deckenmalereien. Berühmte Stuckateure der Renaissance waren Perino del Vaga, Fedele Casella und Scipione Casella. Im Zuge dieser Wiederbelebung kam es unter anderem in Deutschland zu einem eigenen, überwiegend handwerklichen Kunststrang, der vor allem Kalkstuck verwendete.
Barock

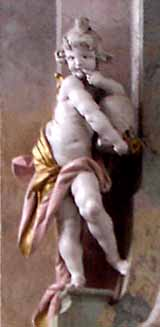
Berühmte Stuckfigur: Der Honigschlecker in der Wallfahrtskirche Birnau

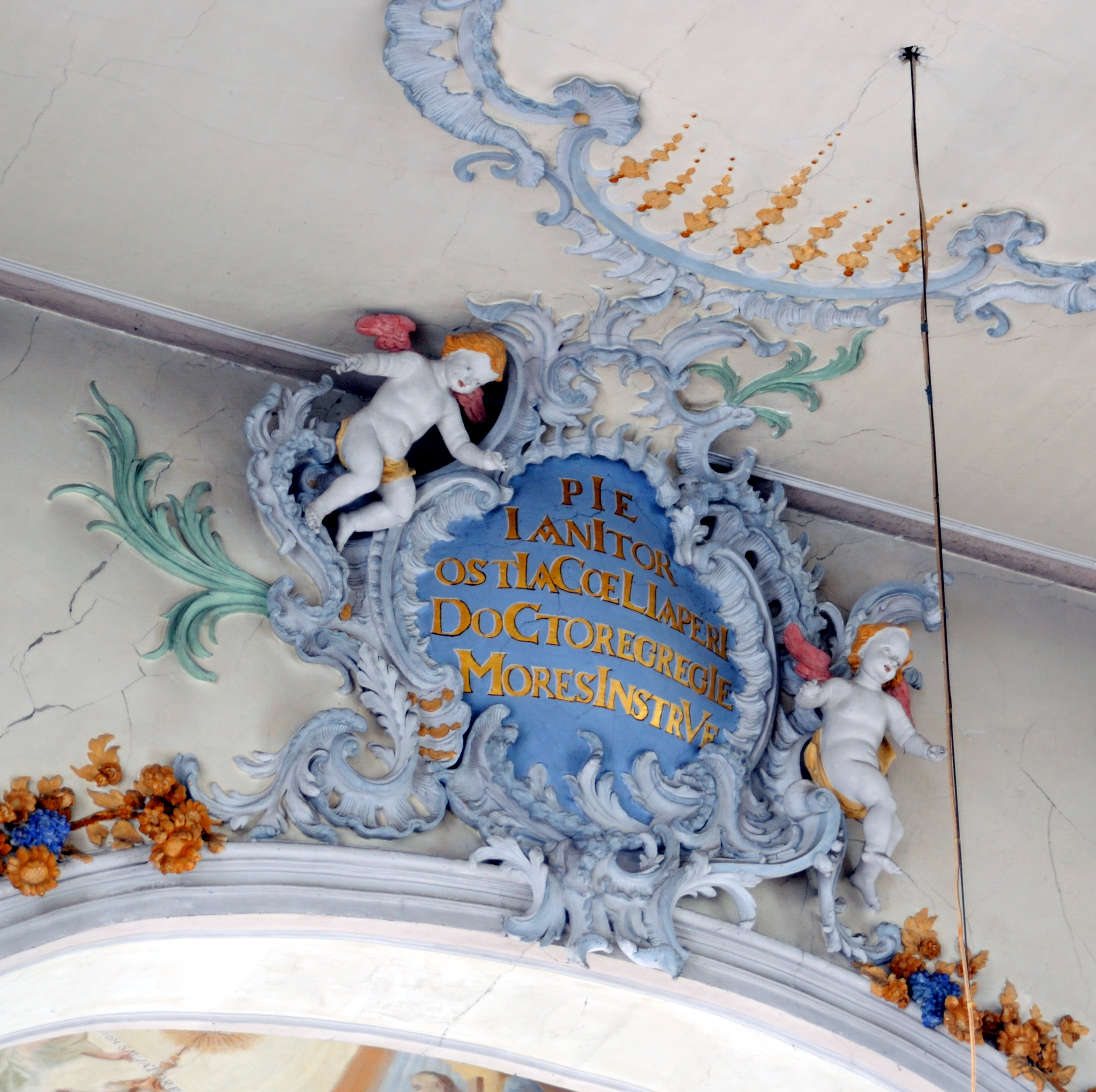
Chronogramm mit Puttos und Rocaillen von Hans Michael Hennenvogel in der Pfarrkirche St. Peter und Paul in Minseln

Eine besondere Blüte erfuhr das Handwerk des Stuckierens im Barock und im Rokoko, für deren schwungvolle und verspielte Dekorationselemente die Technik des Stuckierens gut geeignet war. Während in dieser Zeit zunächst italienische Stuckateure in ganz Europa künstlerisch hochwertige Stuckarbeiten schufen, entwickelten sich alsbald – vor allem im süddeutschen Raum – regional, manchmal auch überregional tätige Stuckateur-Meister. Deren Werke findet man an der Oberschwäbischen Barockstraße; sie zählen mit der Wessobrunner Schule zu bedeutenden Vertretern dieser Kunst. Berühmtestes Objekt dieser Epoche dürfte der Honigschlecker in der Wallfahrtskirche Birnau sein, geschaffen vom Stuckateur und Bildhauer Joseph Anton Feuchtmayer.
Im Barock wurde auch häufig Stuckmarmor (scagliola) zur Gestaltung eingesetzt – eine aufwendige Methode zur Nachahmung von Marmor, die zwar teurer als Marmor selbst war, aber sowohl größere einheitlich gefärbte Werkstücke als auch besonders dramatische künstlerische Effekte der Färbung ermöglichte.
19. Jahrhundert
Während der Gründerzeit und in der Epoche des Historismus war Stuck ein günstiges Gestaltungselement der Architektur. Auch im Jugendstil war er weit verbreitet.
Moderne

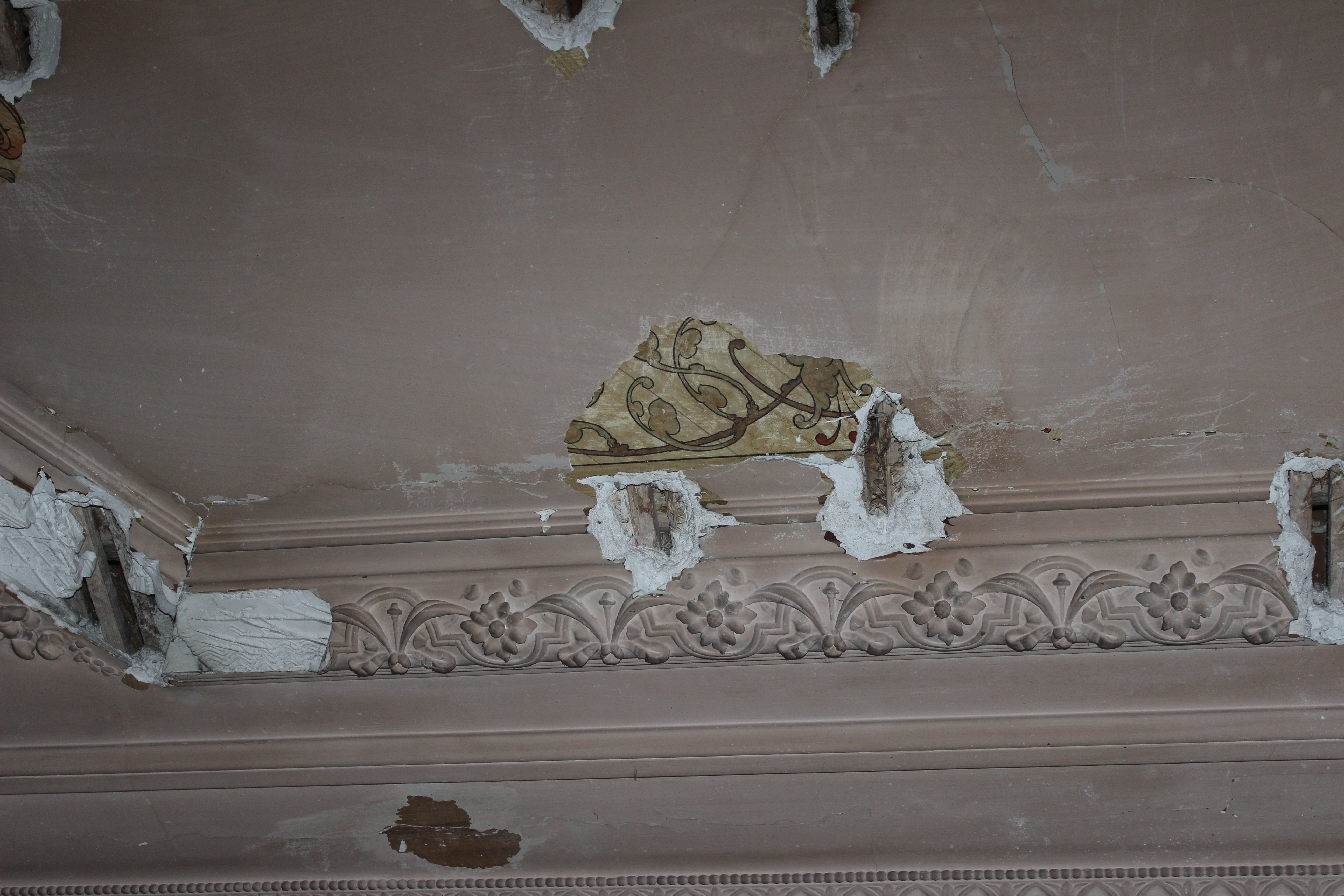
Stuckdecke im Wohnhaus eines Konsuls. Der ursprünglich polychrom gefasste Stuck wurde nach dem Ersten Weltkrieg einfarbig übermalt und nach dem Zweiten Weltkrieg „abgehängt“

Mit Beginn der Moderne nach dem Ersten Weltkrieg wurde Stuck aus der Architektur nahezu verbannt. Im Deutschland der 1950er und 1960er Jahre verlor dekorativer Stuck weiter an Bedeutung und wurde vielfach als störend empfunden, da er nicht den modernen Architekturvorstellungen entsprach. Aus diesem Grund wurde der Stuck von vielen Altbauten entfernt, was als „Fassadenverödung“, stilmäßige Bereinigung oder als Entstuckung bezeichnet wurde. Reichhaltige Stuckdecken wurden abgehängt, das heißt eine Flachdeckenkonstruktion wurde unter die Stuckdecke eingezogen und dabei der Stuck oftmals erheblich beschädigt. Andererseits blieb durch das „Verstecken“ sicherlich manche Kostbarkeit erhalten, die ansonsten durch häufiges Überstreichen (oder Entfernen) gefährdet war.

## Ausführungsarten
Neben der Ausführung in Stuckmörtel wurden stuckartige Profile auch aus Holz gefertigt und nach der Montage entweder holzsichtig belassen oder mit Kitt, Spachtel und Farbe behandelt, bis sie von Stuckprofilen aus Gips oder Kalk nicht mehr zu unterscheiden waren. Ebenso wie die dekorativen Profile, die traditionell den oberen Abschluss von hochwertigen Holzschränken bilden, werden materialsichtige Holzprofile im oberen Bereich von Wänden als Kranzprofile bezeichnet.
In der Nachkriegszeit wurde „künstlicher Stuck“ entwickelt. Besonders ab den 1970er Jahren wurden vielfach kleb- und überstreichbare Stuckelemente aus Kunststoff, zumeist aus Polystyrol-Hartschaum, verwendet. Heute werden vorgefertigte Stuckelemente auch aus mineralischen Gussmassen mit Leichtzuschlägen oder aus gefrästem Mineralschaum angeboten.

## Stuck außerhalb Europas

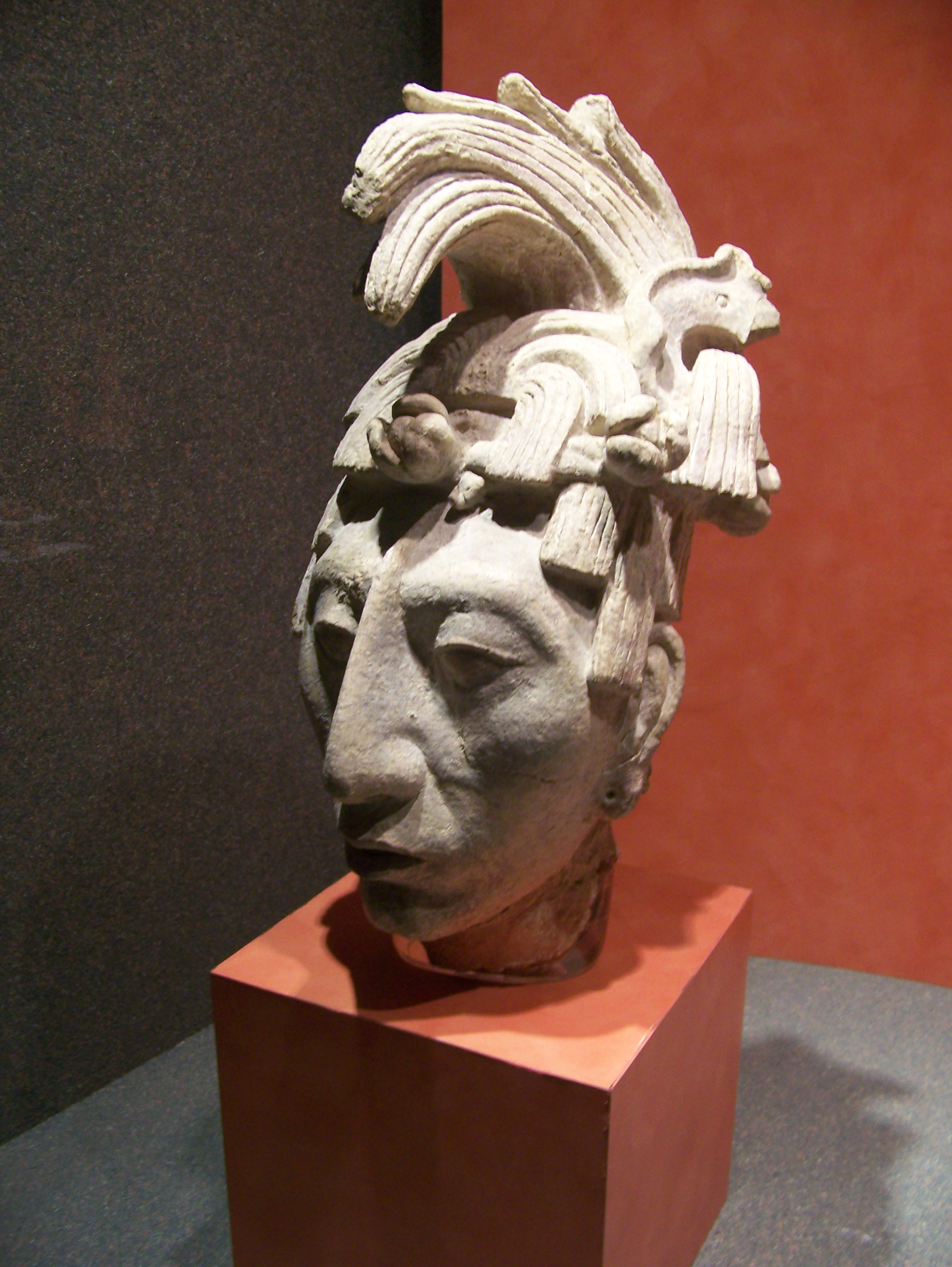
Gipskopf von K’inich Janaab Pakal I. aus Palenque (um 650)

### Islamische Kunst
Bereits früh nehmen Stuckarbeiten in der islamischen Kunst des Westens einen wichtigen Platz ein – so. z. B. in der Moschee von Córdoba, in den Räumen der Alhambra in Granada oder in der Aljafería von Saragossa. Auch in der Maurischen Kunst des Maghreb sind sie in großer Zahl zu finden – so z. B. in der almoravidischen Koubba el-Baadiyn, den Medersen der Meriniden oder den Gräbern der Saadier im Marrakesch.

### Maya-Kunst
In der Maya-Kunst spielen – vor allem auf der Halbinsel Yucatán – sowohl einfache Flächenverputze aus Gips als auch plastische figürliche Stuckarbeiten an Außen- und Innenwänden eine bedeutsame Rolle (siehe Weblinks). Sowohl in der Fläche aufgetragene als auch plastische Stuckarbeiten (Reliefs und Skulpturen) wurden grundsätzlich farbig bemalt, wobei Farbreste sich nur in den seltensten Fällen (z. B. bei Überbauungen) erhalten haben. Auch kilometerlange Prozessionsstraßen (Sacbés) wurden mit zentimeterdicken Gipsschichten bedeckt. Da zur Herstellung von Gips Kalksteine gebrannt werden mussten, wurden große Waldflächen abgeholzt, was möglicherweise – neben anderen Faktoren – derart negative Auswirkungen hatte, dass das ganze Ökosystem und damit die Hochkulturen der Maya-Zivilisationen in der Zeit um 800 n. Chr. zusammenbrachen.

## Kulissenbauten

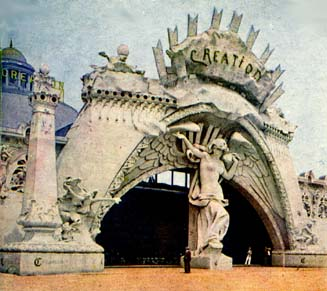
Eingangsportal aus „Staff“: Weltausstellung St. Louis 1904

Für Filmkulissen, Bühnenbilder, Ornamente im Modellbau oder für Dekorationen verwendet man Gips in Verbindung mit Sackleinen, um schnell große Flächen erstellen zu können. Die Anwendung des Staff (abgeleitet von „ausstaffieren“) genannten Materials geht zurück auf Alexander Desachy, der es am 2. Dezember 1861 patentieren ließ. Die mit etwas Zement, Glycerin, Dextrin und Wasser gemischte Masse kann in Formen gegossen werden und wird je nach Bedarf mit Sackleinen verstärkt. In Frankreich entwickelte sich daraus der Beruf des Ornametiste Staffeur. Unterstützende Materialien verwendete man jedoch schon früher, etwa Matten aus Schilfrohr oder Holzleisten. Später verwendete man verzinktes Drahtgewebe oder Rabitz, heute auch Glasfasergewebe.

## Museum
- Das derzeit einzige Museum Deutschlands, das sich ausschließlich mit Stuck befasst, ist das private Kleine Stuck-Museum in Freiburg im Breisgau.[9]
- Bergmännischer Gipsabbau des 18./19. Jahrhunderts wird in dem Gipsmuseum Schleitheim gezeigt.